# Zimní paralympijské hry 1998
Zimní paralympijské hry 1998, oficiálně VII. zimní paralympijské hry (japonsky 第七回パラリンピック冬季競技大会), se konaly v japonském Naganě. Slavnostní zahájení proběhlo 5. března 1998, ukončení se pak uskutečnilo 14. března 1998.
Byly to druhé paralympijské hry v Japonsku, po letních paralympijských hrách 1964 v Tokiu.

## Pořadatelství
Právo pořadatelství získali Japonci na zasedání Mezinárodního olympijského výboru v Birminghamu 15. června 1991, protikandidáty byli Salt Lake City (USA), Östersund (Švédsko), Jaca (Španělsko) a Aosta (Itálie).

## Sportoviště

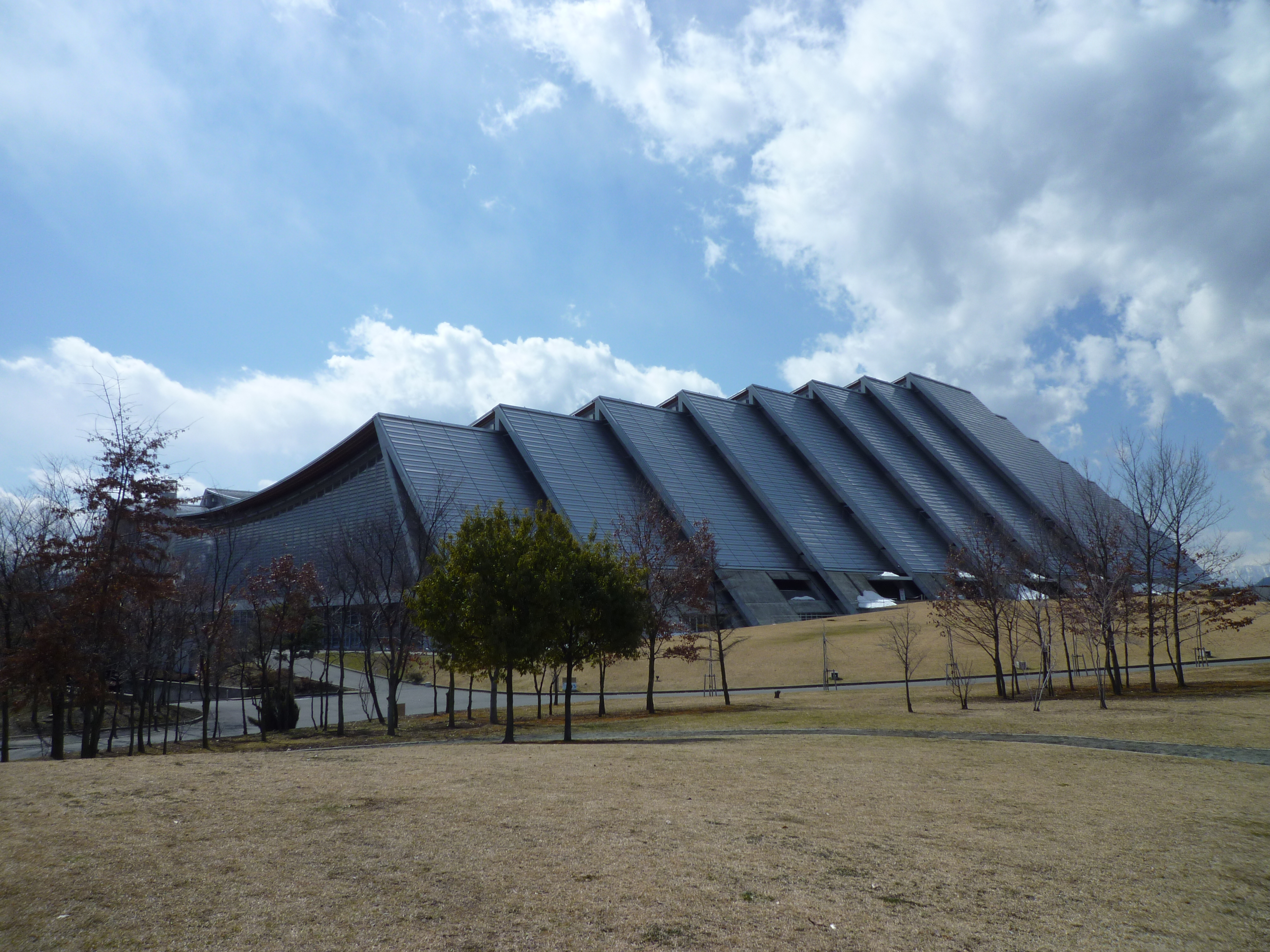
M-Wave

- M-Wave – zahajovací a závěrečný ceremoniál
- Aqua Wing Arena – sledge hokej
- Happo'one Resort – alpské lyžování
- Snow Harp – běh na lyžích
- Nozawa Onsen Ski Resort – biatlon
- Mount Higashidate – alpské lyžování
- Mount Yakebitai – alpské lyžování

## Seznam sportů
- Biathlon
- Běh na lyžích
- Sledge hokej
- Alpské lyžování

## Pořadí národů
| Pořadí | Země      | Zlato | Stříbro | Bronz | Celkem |
| ------ | --------- | ----- | ------- | ----- | ------ |
| 1      | Norsko    | 18    | 9       | 13    | 40     |
| 2      | Německo   | 14    | 17      | 13    | 44     |
| 3      | USA       | 13    | 8       | 13    | 34     |
| 4      | Japonsko  | 12    | 16      | 13    | 41     |
| 5      | Rusko     | 12    | 10      | 9     | 31     |
| 6      | Švýcarsko | 10    | 5       | 8     | 23     |
| 7      | Španělsko | 8     | 0       | 0     | 8      |
| 8      | Rakousko  | 7     | 16      | 11    | 34     |
| 9      | Finsko    | 7     | 5       | 7     | 19     |
| 10     | Francie   | 5     | 9       | 8     | 22     |
| 13     | Česko     | 3     | 3       | 1     | 7      |

## Česko na ZPH 1998
Česko reprezentovalo 6 paralympioniků.
Čestí medailisté
| Medaile | Sportovec      | Sport           | Disciplína  | Kategorie |
| ------- | -------------- | --------------- | ----------- | --------- |
| Zlato   | Kateřina Teplá | alpské lyžování | slalom      | B1,3      |
| Zlato   | Kateřina Teplá | alpské lyžování | obří slalom | B1,3      |
| Zlato   | Kateřina Teplá | alpské lyžování | super G     | B1,3      |
| Stříbro | Sabina Rogie   | alpské lyžování | slalom      | B1,3      |
| Stříbro | Sabina Rogie   | alpské lyžování | obří slalom | B1,3      |
| Stříbro | Kateřina Teplá | alpské lyžování | sjezd       | B1-3      |
| Bronz   | Sabina Rogie   | alpské lyžování | super G     | B1,3      |